# L'Inquiétude
Pour plus de détails, voir Fiche technique et Distribution.
L'Inquiétude (Die Beunruhigung) est un film dramatique est-allemand réalisé par Lothar Warneke, sorti en 1982.

## Synopsis
Le film suit durant 24h la vie d'Inge Herold, une psychologue divorcée de 35 ans, alors qu'elle vient d'apprendre qu'elle pourrait avoir une tumeur maligne qu'elle doit faire opérer le lendemain.

## Fiche technique
- Titre original : Die Beunruhigung
- Titre français : L'Inquiétude[5]
- Réalisateur : Lothar Warneke
- Scénario : Helga Schubert (de), Erika Richter (de)
- Photographie : Thomas Plenert (de)
- Montage : Erika Lehmphul
- Son : Bernd-Dieter Hennig
- Musique : César Franck
- Costumes : Christiane Dorst, Herbert Henschel, Ruth Leitzmann
- Sociétés de production : Deutsche Film AG
- Pays de production :  Allemagne de l'Est
- Langue de tournage : allemand
- Format : Noir et blanc - 35 mm
- Durée : 99 minutes (1h39)
- Genre : Drame
- Dates de sortie :
  - Allemagne de l'Est : 18 février 1982
  - Hongrie : 13 janvier 1983

## Distribution
- Christine Schorn : Inge Herold
- Hermann Beyer : Dieter Schramm
- Wilfried Pucher (de) : Joachim
- Mike Lepke : Mike
- Christoph Engel (de) : le monsieur du centre d'accueil
- Sina Fiedler (de) : la dame du centre d'accueil
- Cox Habbema : Brigitte
- Jörg Hermann : l'aidant
- Traute Sense (de) : la mère d'Inge
- Walfriede Schmitt (de) : la juge Katharina Weber
- Jarmila Karlovská : une vieille dame
- Ostara Körner (de) : la vieille dame du centre d'accueil
- Bärbel Loeper : la jeune femme
- Horst Röseler : le médecin dans la clinique
- Helmut Schlegel : le psychiatre
- Steffie Spira (de) : la vieille dame dans le café
- Ilka Wendel : la secretaire d'Inge
- Lydia Billiet (de) : la passagère du tram